# Roland Pfefferkorn
Pour les articles homonymes, voir Pfefferkorn.
Roland Pfefferkorn né en 1952 est un sociologue français, professeur de sociologie à l'Université de Strasbourg, membre du laboratoire CNRS Dynamiques européennes (Dyname – UMR 7367). Ses recherches portent sur les rapports sociaux et l'articulation de ces différents rapports entre eux.

## Biographie
En 1993, Roland Pfefferkorn est professeur agrégé en Sciences économiques et sociales à l'Université de Strasbourg et à l'IUFM dans le cadre des préparations au Capes et à l'Agrégation.
En 2004, il soutient à l'Université Marc Bloch de Strasbourg, avec comme membre de jury Danièle Kergoat, son habilitation à diriger des recherches (Inégalités et rapports sociaux. L'éclipse des classes, l'émergence du genre) publiée en 2007. En 2005, il est nommé professeur des universités dans son Université de Strasbourg.
La thématique des inégalités sociales (au sens large), la sociologie des rapports sociaux, notamment la sociologie des rapports sociaux de sexe et la question de l'articulation de ces différents rapports (classes, sexes, « races », générations) sont centrales dans ses recherches. Il s’intéresse aussi à d’autres thèmes comme la sociologie du travail, la sociologie économique, la sociologie régionale (laïcité, langues), l'épistémologie et histoire de la sociologie et l’œuvre du philologue Victor Klemperer.

## Prises de position
Pour le premier tour de l'élection présidentielle française de 2022, il appelle avec 800 autres universitaires à voter pour Jean-Luc Mélenchon.
Il opère parfois le choix sémantique fort d'employer le terme "lézard" pour qualifier un problème caché, notamment en abordant ce qu'il perçoit comme une dissimulation des écarts de salaire réels entre hommes et femmes.

## Publications

### Ouvrages
- 1995, Déchiffrer les inégalités, Paris, Syros, Collection « Alternatives économiques », 576 p. (A. Bihr).
- 1996, Hommes-Femmes, l’introuvable égalité, Paris, Editions de l’Atelier, Collection Points d’Appui, 302 p. (avec A. Bihr)[2].
- 1999, Déchiffrer les inégalités, Paris, Syros/La Découverte, Collection « Alternatives économiques », 420 p. [2e édition entièrement refondue et mise à jour] (avec A. Bihr).
- 2002, Hommes-Femmes, quelle égalité ? Paris, Editions de l’Atelier, 352 p. (avec A. Bihr)
- 2007, Inégalités et rapports sociaux. Rapports de classe, rapports de sexe, Paris, Editions La Dispute, Collection « Le genre du monde », 412 p[3],[4],[5].
- 2008, Le système des inégalités, Paris, La Découverte, Collection « Repères », série « sociologie », 128 p. (avec A. Bihr)[6],[7],[8],[9].
- 2012, Genre et rapports sociaux de sexe, Lausanne (Suisse), Editions Page Deux, collection Empreinte, 2012, 140 p. 2e édition revue Ville Mont-Royal (Québec), M éditeur, collection Mouvements, 2013, 140 pages[10],[11].
- 2022, Laïcité : une aspiration émancipatrice dévoyée, Syllepse Eds[12].

### Direction d’ouvrages collectifs
- 1998, La résistance allemande contre le nazisme, Strasbourg, Association Nationale des Anciens Combattants de la Résistance - Comité Régional Alsace, 210 pages [traduction en langue allemande, même éditeur, 1999].
- 2006, L’autonomie des femmes en question. Antiféminisme et résistances en Amérique et en Europe, Paris, L’Harmattan, Bibliothèque du féminisme, 246 p. (avec J. Trat et D. Lamoureux).
- 2007, Métiers, identités professionnelles et genre, Paris, L’Harmattan, Col. « Logiques sociales », 254 pages (avec Jean-Yves Causer et B. Woehl)
- 2009, Chemins de l’émancipation et rapports sociaux de sexe, Paris, La Dispute, Col. « Le genre du monde », 250 pages (avec Ph. Cardon et D. Kergoat).
- 2010, Travail et rapports sociaux de sexe. Rencontres autour de Danièle Kergoat, Paris, L’Harmattan, collection Logiques sociales, 280 pages (avec X. Dunezat, J. Heinen, H. Hirata).
- 2014, 2021, Dictionnaire des inégalités, Paris, Armand Colin (avec A. Bihr), 444 pages[13],[14].
- 2014, Précarités : dominations et résistances, Paris, L’Harmattan, collection Logiques sociales, 264 pages (avec D. Bertaux et C. Delcroix).

### Direction de numéros thématiques de revues avec comité de lecture
- 2008, Raison présente, no 165, « Critiques du libéralisme économique », 1er trimestre 2008, 140 pages.
- 2008, Raison présente, no 167, « Démonter le langage du pouvoir. Autour de Victor Klemperer », 3e trimestre 2008 (avec P. Hartmann), 140 pages.
- 2009, Cahiers du genre, « Etat/Famille/Travail : "Conciliation" ou Conflit ? », no 46, 270 pages (avec J. Heinen et H. Hirata).
- 2010, Raison présente, « Racisme, Race et Sciences Sociales », no 174, 2e trimestre 2010, 140 pages. (avec J. Matas).
- 2011, Migrations-Sociétés, Vol. 23, no 133, janvier-février 2011, « Migrations, racismes et résistances », 212 pages (avec D. Bertaux et C. Delcroix).
- 2011, Cahiers du genre, n° hors-série, avril 2011, « Genre, politiques sociales et citoyenneté », 248 pages (avec B. Marques-Pereira).
- 2011, Raison présente, « Articuler les rapports sociaux. Classes, Sexes. Races », no 178, 2e trimestre 2011, 144 pages (avec X. Dunezat).
- 2012, Raison présente, « Sexualités. Normativités », no 183, 3e trimestre 2012, 144 pages (avec P. Legouge et J.-N. Sanchez).
- 2014, Raison présente, « Genre et santé au travail », no 190, 2e trimestre 2014, 144 pages (avec H. Polesi)[15].
- 2015, Raison présente, « La fabrique des imaginaires nationaux », no 193, 1er trimestre 2015, 144 pages (avec J.-N. Sanchez).
- 2021, Raison présente,  Le travail à la peine , no 218, juin 2021, 143 p., Courville-sur-Eure, Union rationaliste,  (ISSN 0033-9075)[16].